# Powiat aleksandrowski
Powiat aleksandrowski – powiat w Polsce, w województwie kujawsko-pomorskim, utworzony w 1999 roku w ramach reformy administracyjnej. Jego siedzibą jest miasto Aleksandrów Kujawski.
W jego południowej części leży Równina Inowrocławska z Kanałem Bachorze, w północnej znajduje się część Kotliny Toruńskiej z niecką rzeki Tążyny. Nizina Ciechocińska i płynąca przez nią rzeka Wisła, stanowi jednocześnie północno-wschodnią granicę powiatu. W powiecie znajduje się jedno z bardziej znanych w kraju uzdrowisk – Ciechocinek.
W skład powiatu wchodzą:
- gminy miejskie: Aleksandrów Kujawski, Ciechocinek, Nieszawa
- gminy wiejskie: Aleksandrów Kujawski, Bądkowo, Koneck, Raciążek, Waganiec, Zakrzewo
- miasta: Aleksandrów Kujawski, Ciechocinek, Nieszawa.

## Struktura powierzchni
Według raportu za rok 2022 powiat aleksandrowski ma obszar 475,61 km², w tym:
- użytki rolne: 82,0%
- grunty zabudowane 10,0%
- użytki leśne: 8%

30 czerwca 2024 powiat zajmował 287. miejsce w kraju pod względem powierzchni i stanowił 2,64% powierzchni województwa.

## Historia
W średniowieczu ziemie dzisiejszego powiatu należały do Kujaw i częściowo do ziemi dobrzyńskiej. Od XIV w. do połowy XV w. były w części okupowane przez Zakon krzyżacki. Po 1466 na mocy postanowień pokoju toruńskiego ziemie te należały do województwa inowrocławskiego. Po drugim rozbiorze Polski znalazły się w zaborze pruskim. 1807–1815 znajdowały się w Księstwie Warszawskim, a po Kongresie wiedeńskim w zaborze rosyjskim, gdzie utworzono powiat radziejowski. W 1867 został utworzony powiat nieszawski z siedzibą starostwa w Nieszawie. Po odzyskaniu niepodległości przez państwo polskie ziemie powiatu znalazły się w województwie warszawskim, a siedziba starostwa w 1932 została przeniesiona do Aleksandrowa Kujawskiego bez zmiany nazwy powiatu, który 1 kwietnia 1938 znalazł się w województwie pomorskim. Po II wojnie światowej 12 marca 1948 powiat nieszawski został przemianowany na aleksandrowski, który 6 lipca 1950 znalazł się w województwie bydgoskim w wyniku reformy administracyjnej kraju. W 1970 był to powiat rolniczy o powierzchni 544 km2 z populacją 57 700 osób. 1 czerwca 1975 zlikwidowano powiaty a tereny ziemi aleksandrowskiej włączono do województwa włocławskiego. 1 stycznia 1999 został powtórnie utworzony.

## Demografia
30 czerwca 2024 w powiecie mieszkało 2,68% ludności województwa.
Liczba ludności (dane z 30 czerwca 2024):
|        | Ogółem | Ogółem | Kobiety | Kobiety | Mężczyźni | Mężczyźni |
| osób   | %      | osób   | %       | osób    | %         |           |
| ------ | ------ | ------ | ------- | ------- | --------- | --------- |
| Ogółem | 53 325 | 100    | 27 401  | 51,38   | 25 924    | 48,62     |
| Miasto | 23 336 | 43,76  | 12 461  | 23,37   | 10 875    | 20,39     |
| Wieś   | 29 989 | 56,24  | 14 940  | 28,02   | 15 049    | 28,22     |

▶Wieś vs ▶miasto
Ogółem (▶k, ▶m)
Miasto (▶k, ▶m)
Wieś (▶k, ▶m)
- Piramida wieku mieszkańców powiatu aleksandrowskiego

31 grudnia 2022 wskaźnik bezrobocia rejestrowanego w powiecie aleksandrowskim wynosił 12,1%.

## Starostowie aleksandrowscy
Na podstawie źródła:
- Zbigniew Żbikowski (13 listopada 1998 – 2 grudnia 2010)
- Wioletta Wiśniewska (2 grudnia 2010 – 27 listopada 2014)
- Dariusz Wochna (27 listopada 2014 – 19 listopada 2018)
- Lidia Tokarska (19 listopada 2018 – nadal)

## Transport

### Transport drogowy

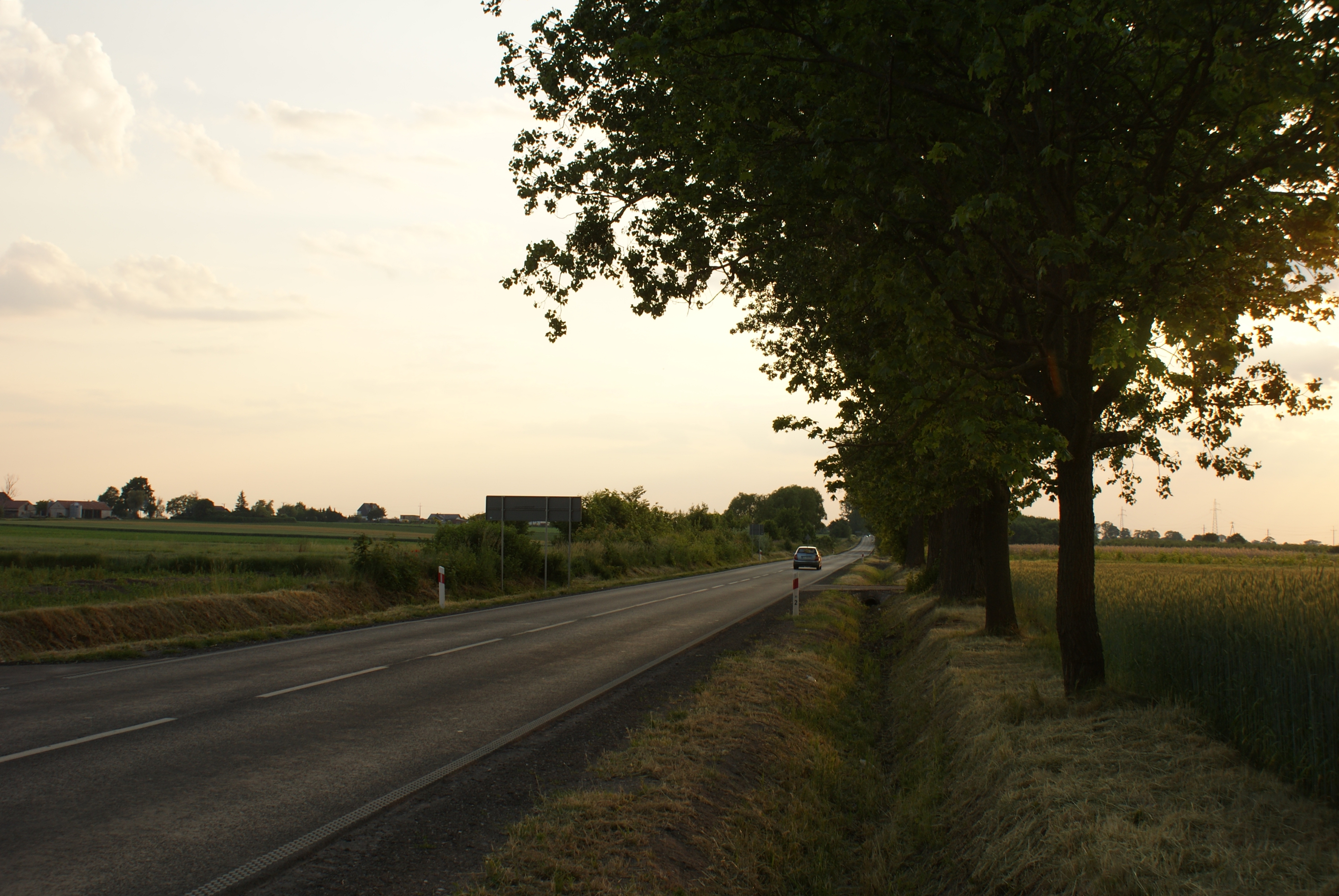
Droga wojewódzka nr 266

#### Drogi krajowe
- A1E75  (Gdańsk – Toruń – Odolion – Łódź – Katowice – Gorzyczki granica państwa  z Czechami )
- 91 (Gdańsk – Toruń – Nowy Ciechocinek – Łódź – Częstochowa)

#### Drogi wojewódzkie
- 266 (Ciechocinek – Aleksandrów Kujawski – Służewo – Radziejów – Konin)
- 250 (Suchatówka 15 – Służewo 266)
- 252 (Włocławek – Bądkowo – Zakrzewo – Inowrocław)
- 267 (Piotrków Kujawski – Ujma Duża)
- 291 (91 – Stacja PKP Otłoczyn)
- 301 (91 – Bądkowo – Osięciny)

Komunikację autobusową na terenie powiatu utrzymuje KPTS Oddział Włocławek. Aleksandrów posiada połączenia autobusowe z Ciechocinkiem, Włocławkiem, Toruniem, Inowrocławiem, Koninem, Radziejowem i in. Do Ciechocinka dojeżdżają autobusy dalekobieżne z różnych województw.

### Transport kolejowy

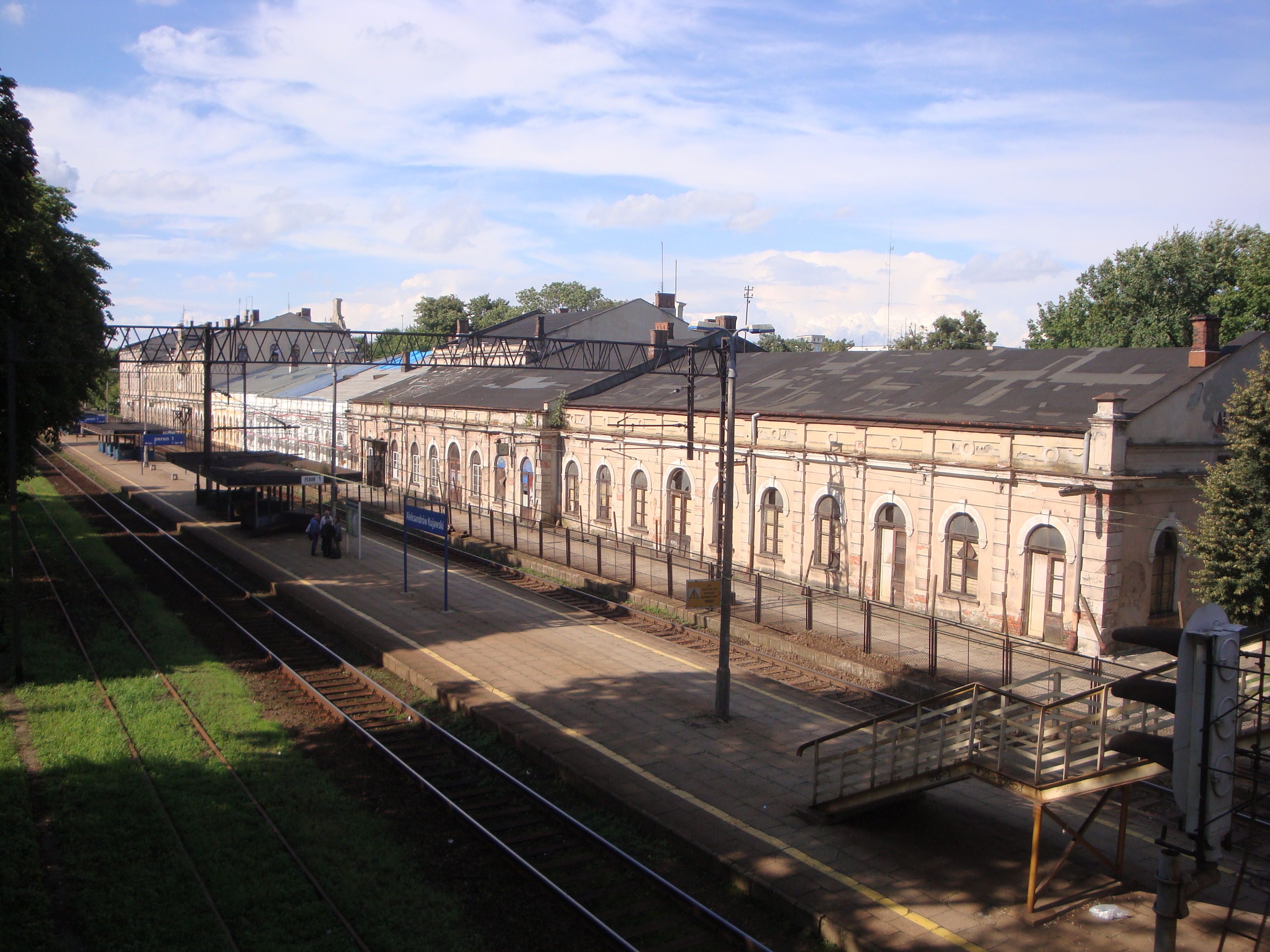
Stacja kolejowa w Aleksandrowie Kujawskim

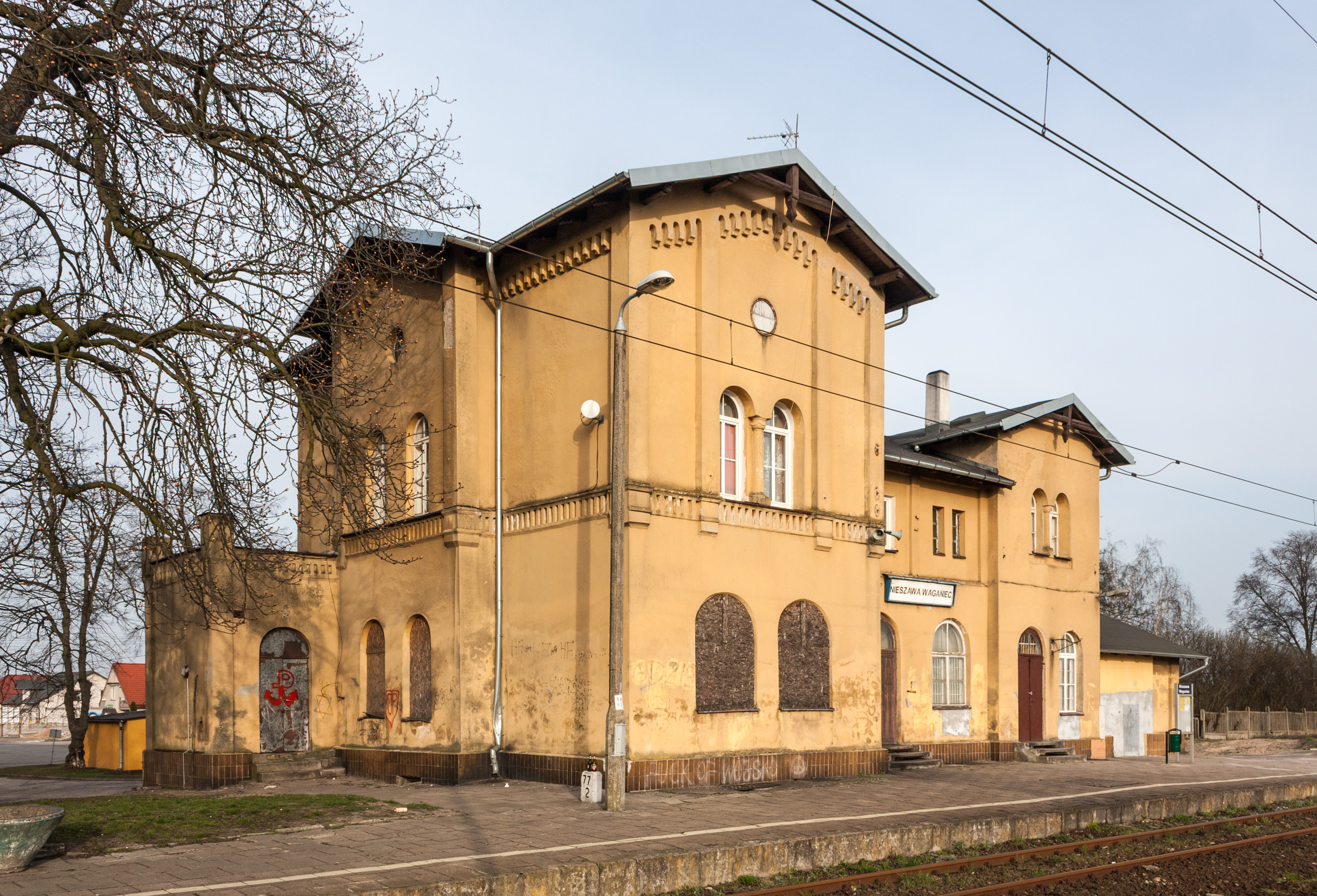
Stacja kolejowa Nieszawa Waganiec

Przez teren powiatu przebiegają 2 linie kolejowe:
- 18 (Kutno – Aleksandrów Kujawski – Toruń Główny – Bydgoszcz Główna – Piła Główna)
- 245 (Aleksandrów Kujawski – Odolion – Ciechocinek)

Największą i najważniejszą stacją kolejową powiatu jest Aleksandrów Kujawski. Poza tym na terenie powiatu znajdują się 3 stacje kolejowe (Ciechocinek, Nieszawa Waganiec, Otłoczyn) oraz 2 przystanki kolejowe (Turzno Kujawskie i Odolion).

## Zabytki powiatu
- Aleksandrów Kujawski:
  - Dworzec kolejowy z lat 1860–1862

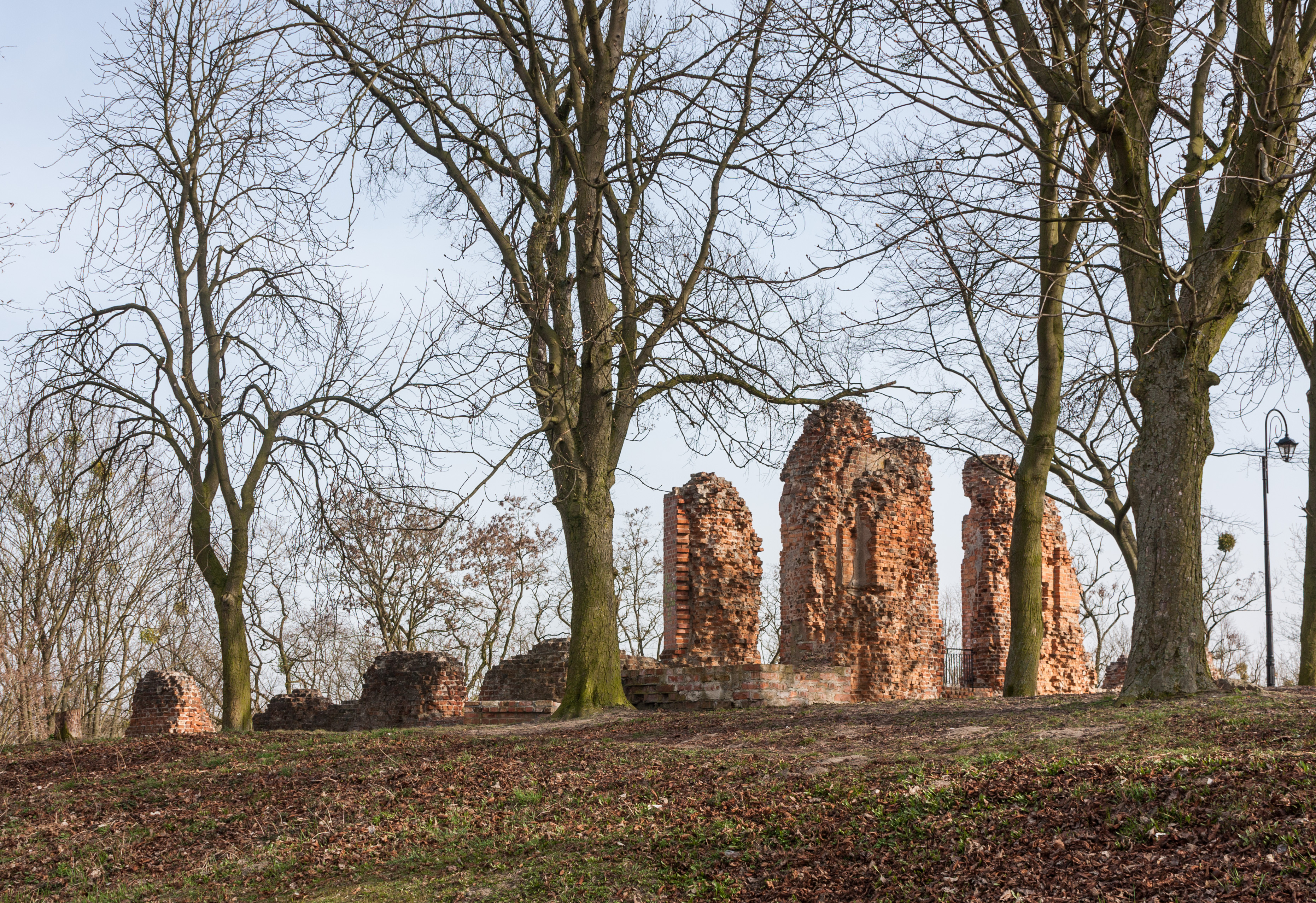
Ruiny zamku w Raciążku

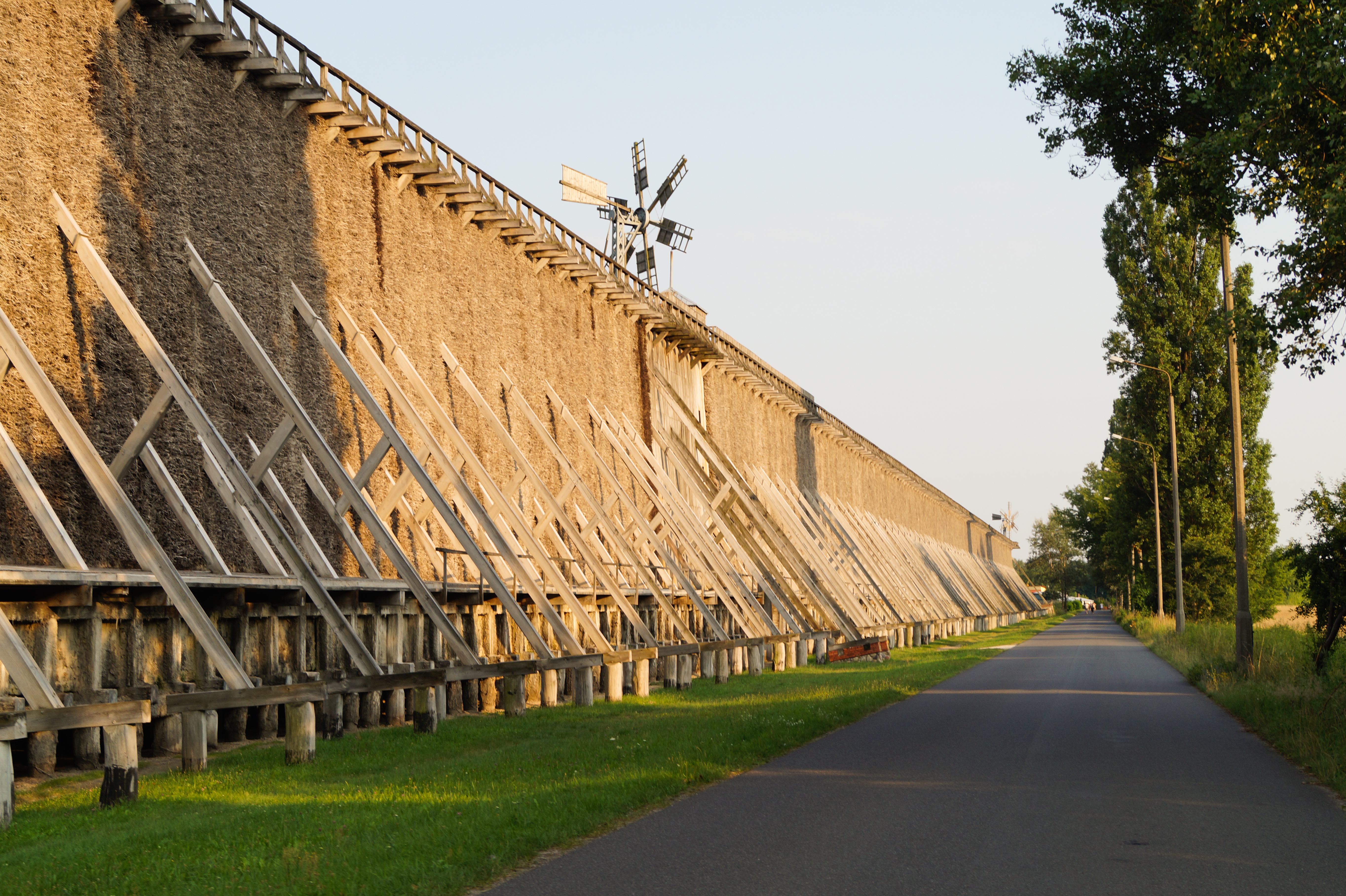
Tężnie w Ciechocinku

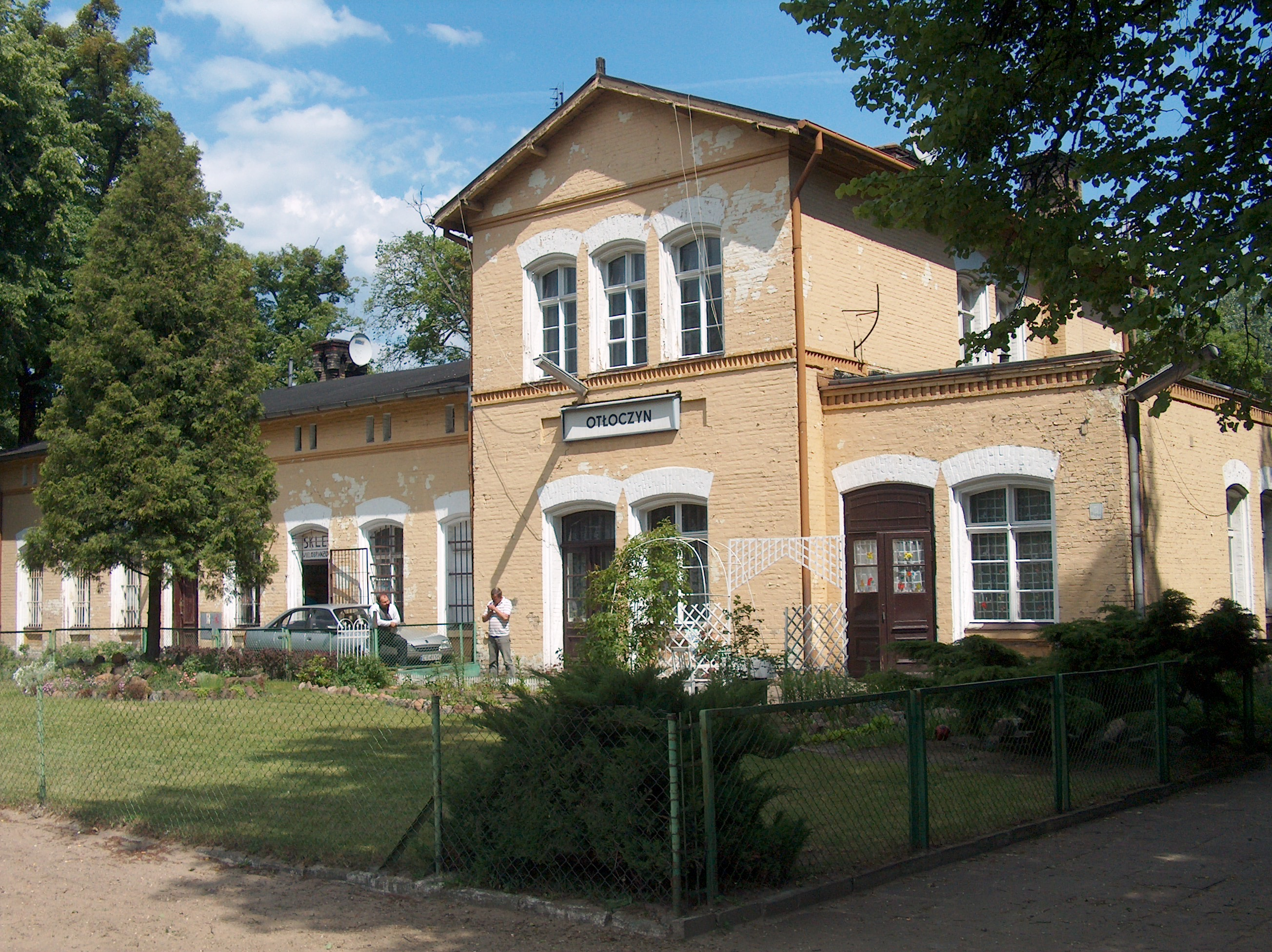
Dworzec kolejowy w Otłoczynie

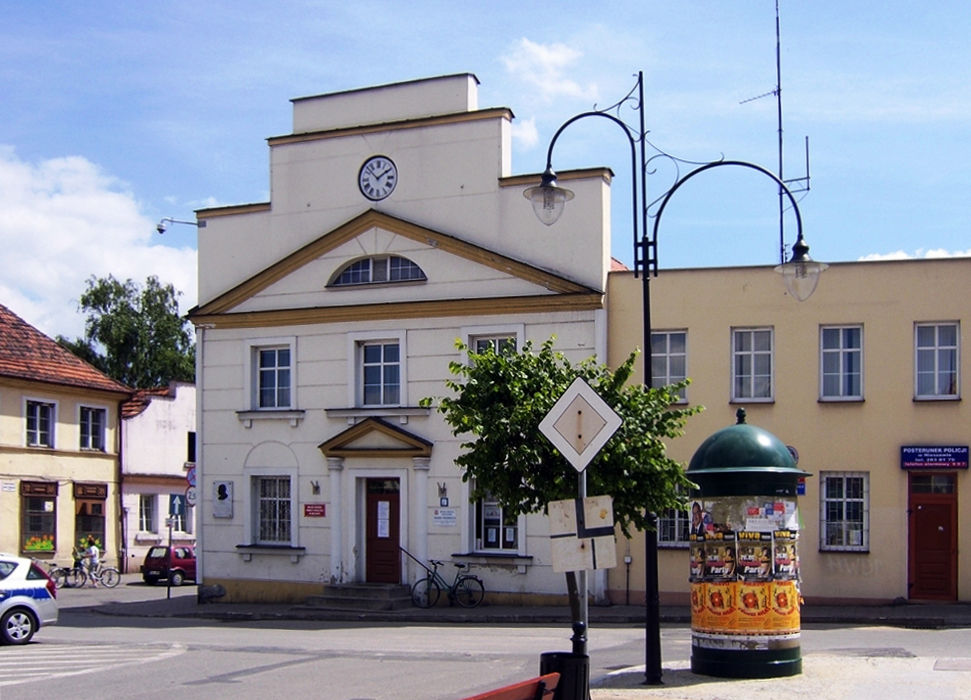
Ratusz w Nieszawie

  - neogotycki kościół Przemienienia Pańskiego z 1896 r.
  - pałac z 1900
- Ciechocinek:
  - kościół św. św. Piotra i Pawła, XIX w.
  - drewniana cerkiew prawosławna św. Michała Archanioła z 1894
  - zespół uzdrowiskowy: drewniane tężnie z lat 1824–1828 i 1859, warzelnia soli z 1824–1833, klasycystyczne łazienki główne z 1845–1849 (H. Marconi i F. Rejewski), park zdrojowy z 1875, pałacyk zarządu uzdrowiska z ok. 1900, pływalnia solankowo-termalna z 1931–1932
  - dworzec kolejowy z 1901–1902
  - poczta z 1932–1934 (Gutt i J. Jankowski)
  - liczne hotele i pensjonaty z przełomu XIX i XX w.
- Nieszawa
  - późnogotycki kościół św. Jadwigi z 1468, rozbudowany ok. 1496, 1592–1595 (wieża) i 1620–1625 (kaplice)
  - kościół franciszkanów z 1611, odbudowany 1735–1763 i klasztor z 1635
  - dawna komora celna z ok. połowy XIX w.
  - klasycystyczny ratusz z 1821, rozbudowany w 1859
  - domy drewniane i murowane z I połowy XIX w.
- Raciążek
  - późnogotycko-renesansowy kościół z 1597–1612
  - ruiny zamku biskupiego z 1323-64, rozbudowanego w 1467 i 1533 i I połowie XVIII w.
- Otłoczyn
  - kościół neogotycki pw. Najświętszego Serca Pana Jezusa z 1905
  - dworzec kolejowy z 1862.
  - poczta z 1862.
  - komora celna i zespół domów murowanych pracowników komory celnej i pograniczników z 1862–1908
  - budynek karczmy z końca XIX w.
  - domy drewniane i murowane z przełomu XIX i XX w.
  - młyn z końca XIX w.

## Sąsiednie powiaty
- powiat toruński
- powiat lipnowski
- powiat włocławski
- powiat radziejowski
- powiat inowrocławski